# Am286

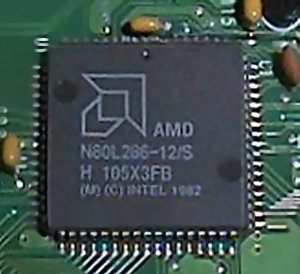
AMD286

Am286 的誕生是因为AMD是作為 Intel 晶片設計的第二貨源生產商而開始從事 x86 的事務。 由於當時 IBM 要求所有供應商要有一個第二生產貨源，所以 Intel 要許可其他公司生產，以遵守 IBM PC 的協定。
實則上，它是 80286 。 Am286 實際上是 Intel 所設計，基於 Intel 的微碼，針腳和指令相容。這晶片其後被 AMD 賣出，作為一個嵌入式處理器。

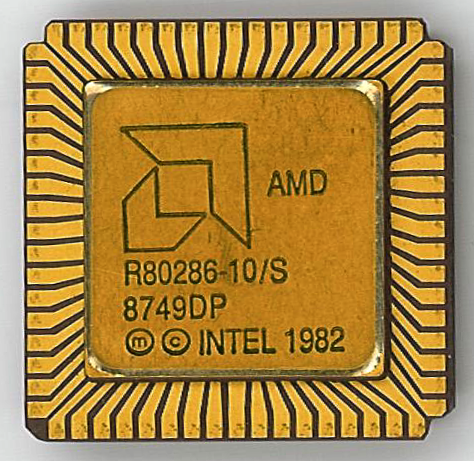
在Am286-10的CLCC版本
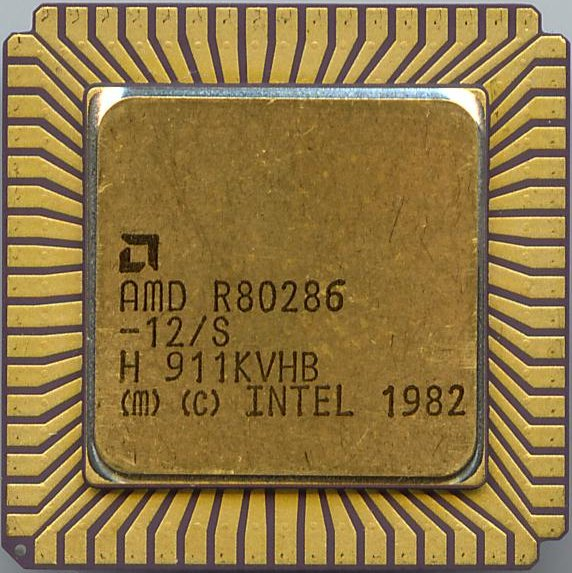
在Am286-12的CLCC版本
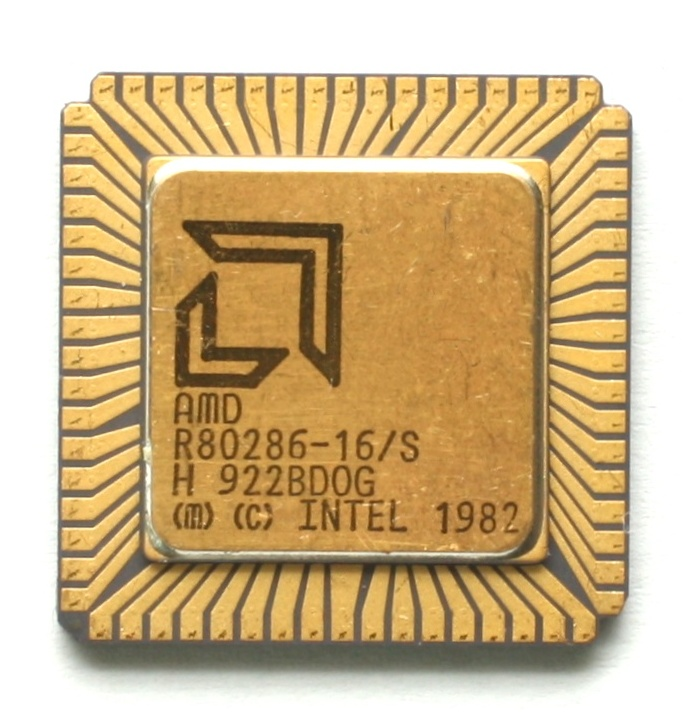
在Am286-16的CLCC版本
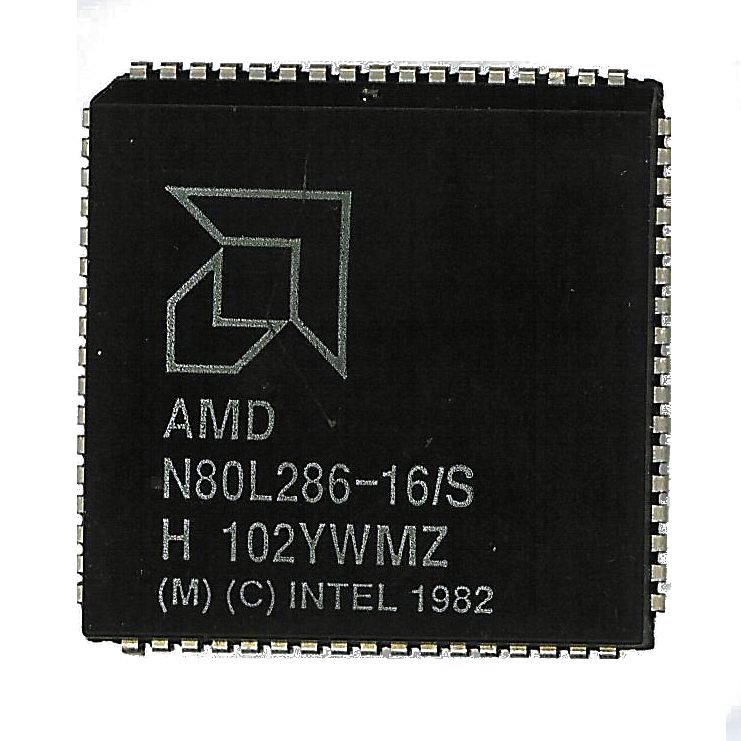
在Am286-16的PLCC版本
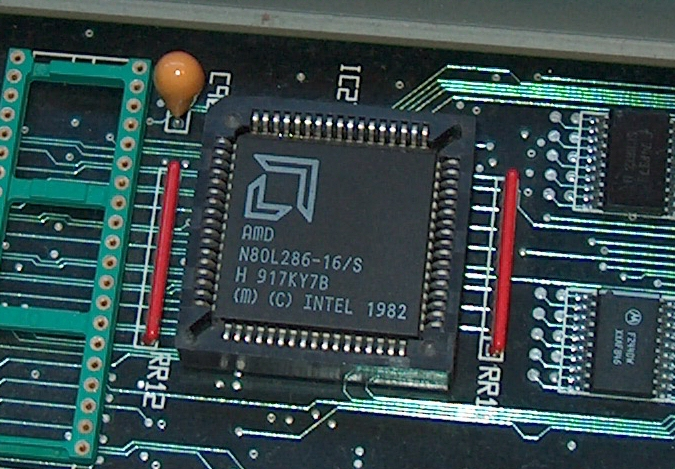
Am286處理器。在雙列直插封裝左側插座可用於添加英特爾80287協助處理器。
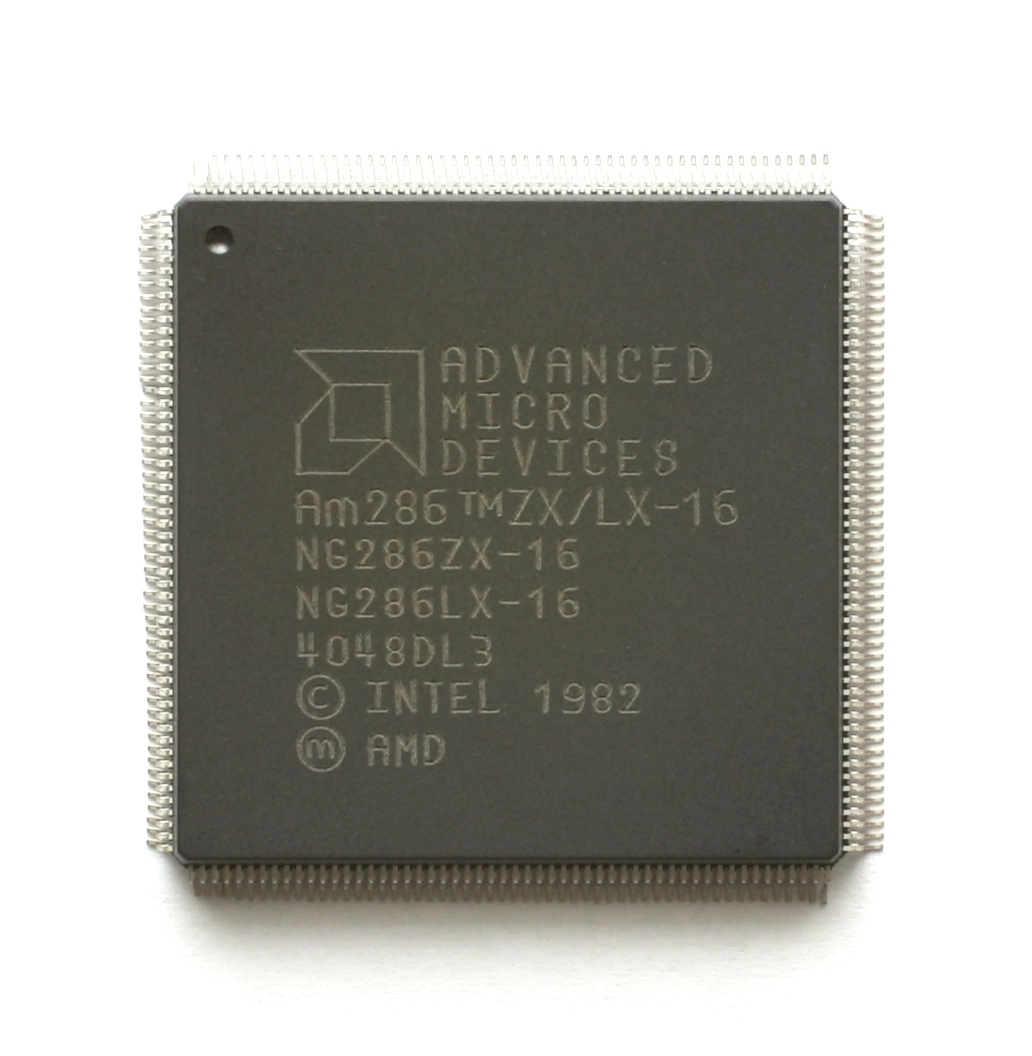
The Am286ZX/LX is a 系統芯片版本Am286。
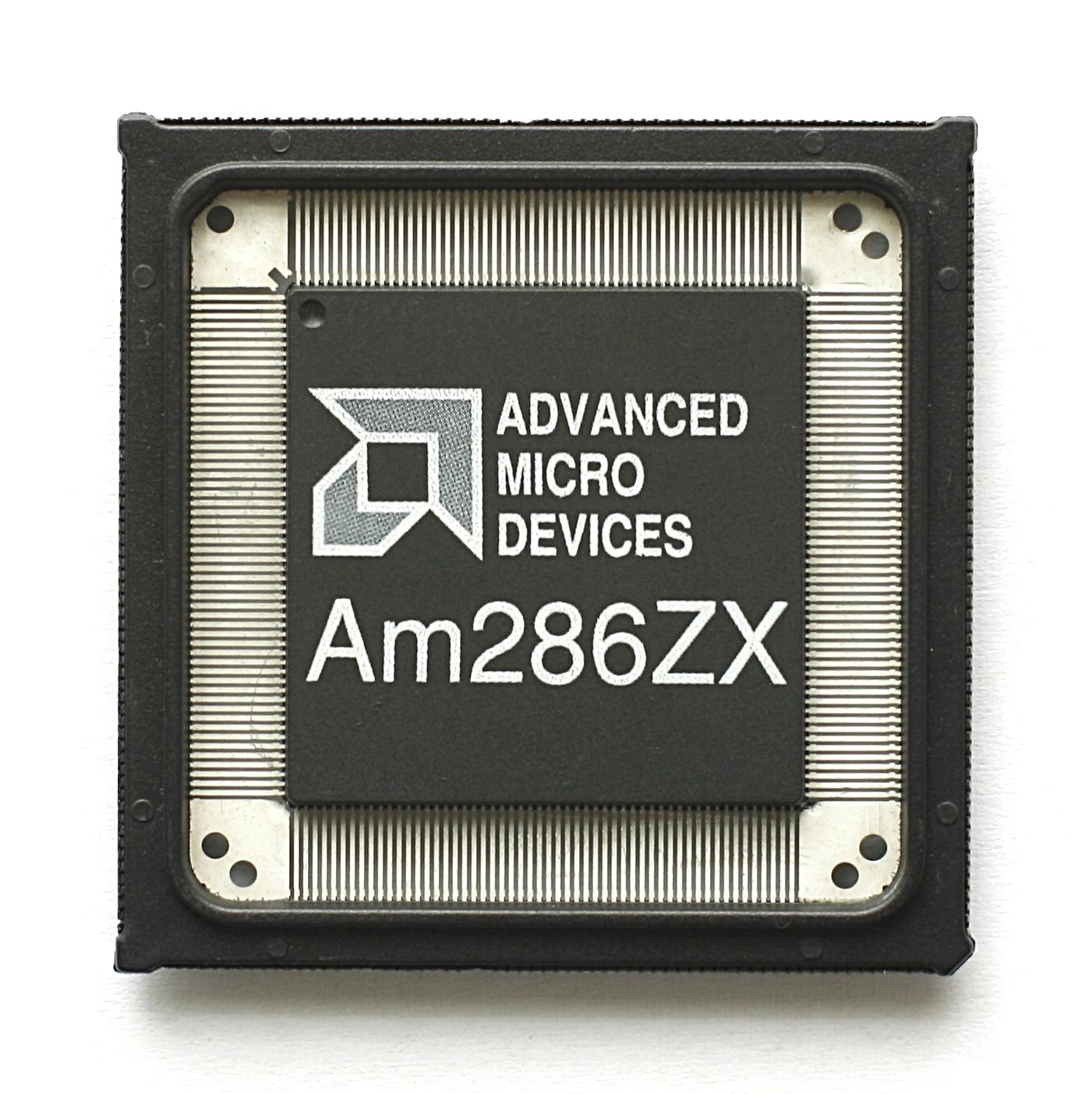
Am286ZX營銷樣品。